# Bahadır və Sona

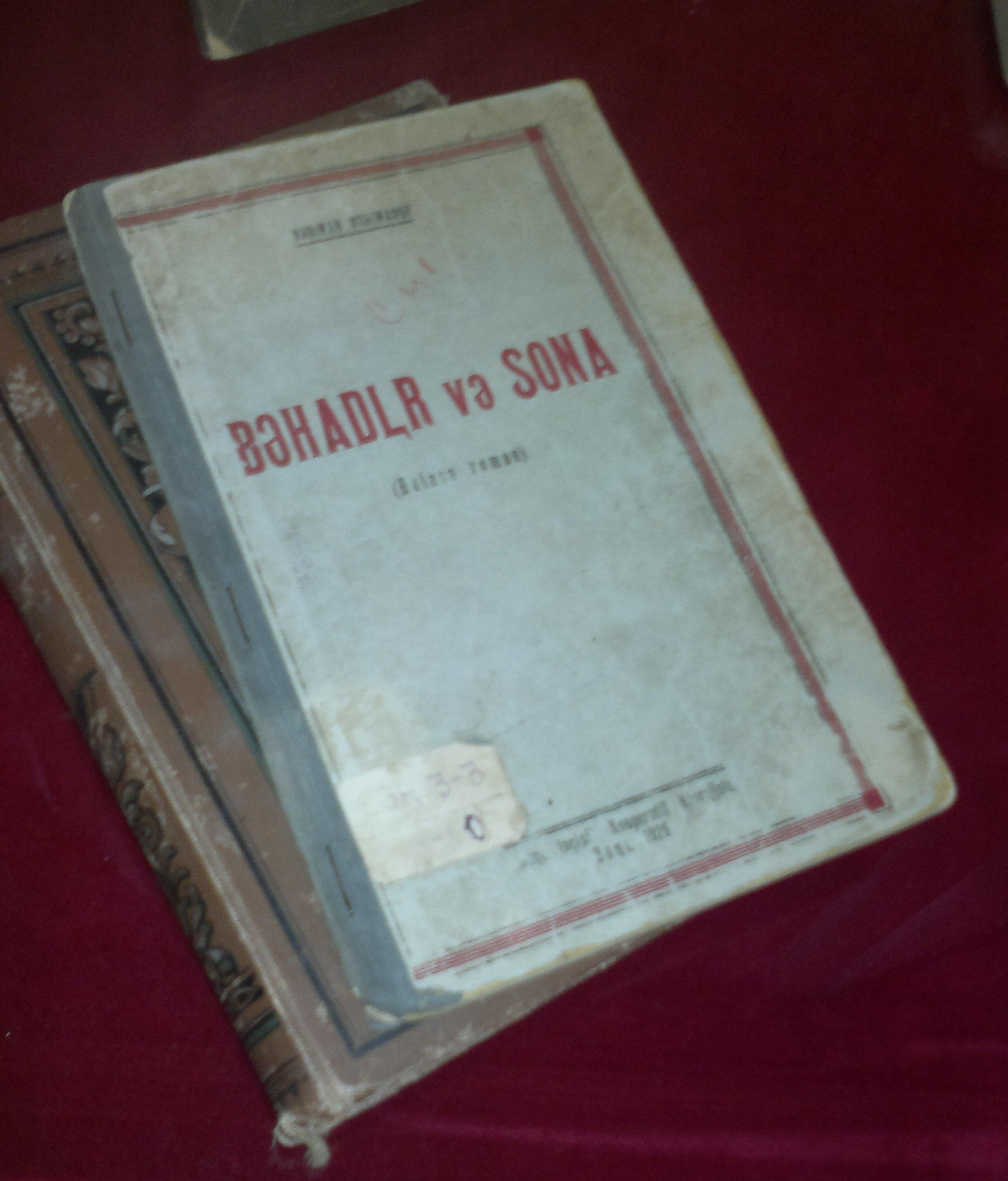
Ausgabe von 1920

Bahadır və Sona (russisch Бахадур и Сона; dt. Bahadır und Sona) ist der Titel eines kurzen Romans des aserbaidschanischen Schriftstellers Nəriman Nərimanov, der in den Jahren 1896 bis 1898 in zwei Teilen geschrieben wurde. Er handelt von der tragischen Liebe des Aserbaidschaners Bahadır und der Armenierin Sona und gilt als einer der ersten Romane in aserbaidschanischer Sprache.

## Geschichte

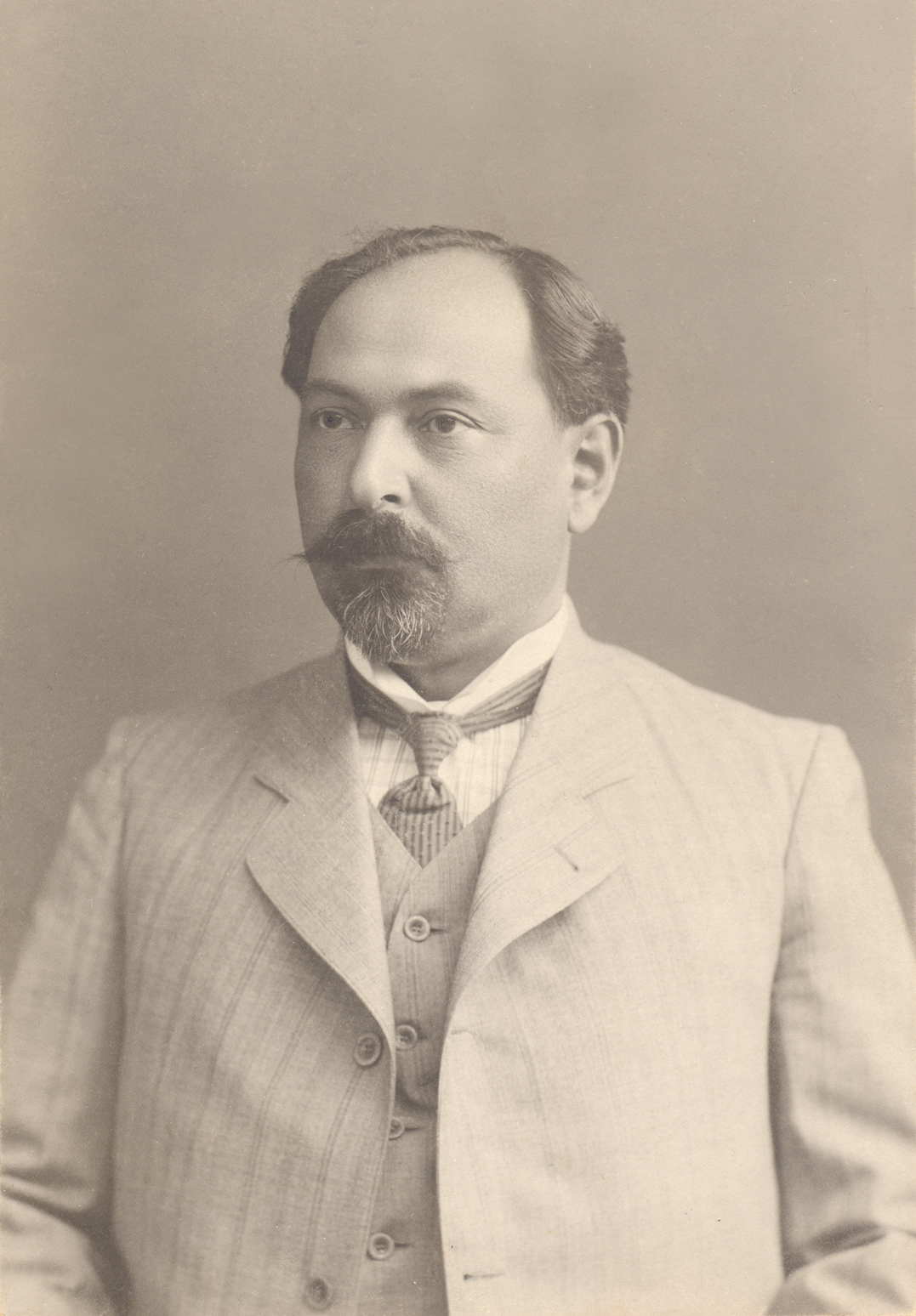
Der Autor: Nəriman Nərimanov (1913)

Zur Entstehungszeit des Romans war Nəriman Nərimanov, der spätere erste Ministerpräsident der Aserbaidschanischen Sozialistischen Sowjetrepublik, noch als Lehrer in Baku tätig. Am 12. Februar 1896 beantragte er beim kaukasischen Zensurkomitee (russisch Кавказский цензурный комитет) die Erlaubnis, seinen Roman in aserbaidschanischer Sprache zu veröffentlichen. Im Mai desselben Jahres erschien der erste Teil des Romans in Baku; der zweite Teil wurde 1899 in Baku veröffentlicht.

Ebenfalls im Mai 1896 erschien das Buch in armenischer Übersetzung in Tiflis in dem literarischen und sozialpolitischen Magazin Մուրճ (armenisch für Hammer). In einem Vorwort schrieb der armenische Schriftsteller und Intellektuelle Vrtanes Papazian: 

«Նարիմանովը հրապարակախոս է, գրող, մեծ ձգտումներով և էներգիայով լեցուն մարդ, ով երդվել է իրեն նվիրել իր ազգի զարգացմանը և լուսավորմանը.»

„Nərimanov ist ein Publizist, Schriftsteller, ein Mann mit großen Bestrebungen und Energie, der sich geschworen hat, sich der Entwicklung und Aufklärung seines Volkes zu widmen.“

Der Roman erschien auch in russischer und türkischer Sprache und erlebte mehrere Neuauflagen. Er zählt zu den Klassikern der aserbaidschanischen Literatur. Nərimanov ist einer der aserbaidschanischen Autoren, deren Werke durch den Beschluss des Ministerkabinetts der Republik Aserbaidschan am 7. Mai 2019 zum Nationaleigentum erklärt wurden.
Im Jahr 2018 gab der kleine Straßburger Kapaz-Verlag, dessen Anliegen es ist, die aserbaidschanische Literatur in Frankreich bekannt zu machen, eine französische Fassung des Romans in moderner Aufmachung heraus. Die Übersetzung aus dem Aserbaidschanischen ins Französische stammt von Elvin Abbasbəyli, der als akkreditierter Übersetzer des französischen Präsidenten und der französischen Regierung tätig ist.

## Rezensionen
Der aserbaidschanische Literaturwissenschaftler Məmməd Arif schrieb, Nərimanov habe in diesem Roman zum ersten Mal in aserbaidschanischer Prosa nationalistische Vorurteile als Ursache für die Tragödie junger Menschen (des Aserbaidschaners Bahadır und der Armenierin Sona) offenbart, die sich aufrichtig ineinander verliebten, aber starben, „ohne die künstlich durch Menschen geschaffenen Abgründe zu überwinden, die sie trennen“.
Im Artikel über Nəriman Nərimanov in der Großen Sowjetischen Enzyklopädie ist zu lesen, der Autor habe in diesem Roman aufgezeigt, wie „künstlich entfachte ethnische Konflikte die natürliche Freundschaft zwischen den armenischen und aserbaidschanischen Völkern beeinträchtigten“.
Das Social Sciences Studies Journal veröffentlichte Ende 2017 eine Ausarbeitung von Erdoğan Uygur, Professor an der Universität Ankara, mit dem türkischen Titel Neriman Nerimanov'un Bahadır ve Sona Eserinde Türk-Ermeni Kültür Çatışması über das Thema „türkisch-armenischer Kulturkonflikt“ im Roman Bahadır və Sona.

## Adaptionen
Am 4. Oktober 1914 beendete Narimanov die Arbeit an dem auf dem Roman basierenden Bühnenstück mit demselben Titel Bahadır və Sona. Am 7. Dezember 1915 beantragte er beim kaukasischen Zensurkomitee die Erlaubnis, das Stück inszenieren zu dürfen; diese wurde am 31. Dezember 1915 erteilt.
Im Jahr 1961 komponierte der aserbaidschanische Komponist Süleyman Ələsgərov die Oper Bahadır və Sona, die auf dem Roman basiert. Gemeinsam mit dem Librettisten Əfrasiyab Bədəlbəyli überarbeitete er den Roman gemäß den Anforderungen der Opernspezifikationen; es wurden neue Szenen geschrieben und Gedichte von Şıxəli Qurbanov hinzugefügt.

## Ähnliche Themen in der Literatur
- Kerem ile Aslı (aserbaidschanisch Əsli və Kərəm) – eine tragische Liebesgeschichte von Kerem und Aslı aus der türkisch-aserbaidschanischen Volksdichtung des 16. Jahrhunderts
- Красное покрывало (russisch; deutsch Der rote Schleier)  – die Geschichte des russischen Schriftstellers Alexander Alexandrowitsch Bestuschew über die Liebe einer aserbaidschanischen Frau zu einem russischen Offizier
- 1905-ci ildə (aserbaidschanisch; deutsch: Im Jahr 1905) – ein Bühnenstück des aserbaidschanischen Dramatikers Cəfər Cabbarlı über die Liebesgeschichte des Aserbaidschaners Baxşı und der Armenierin Sona während des armenisch-aserbaidschanischen Krieges im Kaukasus
- Романтическая история (russisch; deutsch: Eine romantische Geschichte) – die Geschichte des russischen Schriftstellers Stepan Zoryans über die Liebe des Aserbaidschaners Ali und der Armenierin Katharina
- Ali und Nino (deutsch; aserbaidschanisch Əli və Nino) – Roman von Kurban Said über die Liebe zwischen dem muslimischen Ali und der christlich erzogenen Georgierin Nino[10]